# Merenré I
Merenré I (português europeu) ou Merenrê I (português brasileiro) foi o quarto faraó da VI dinastia egípcia.

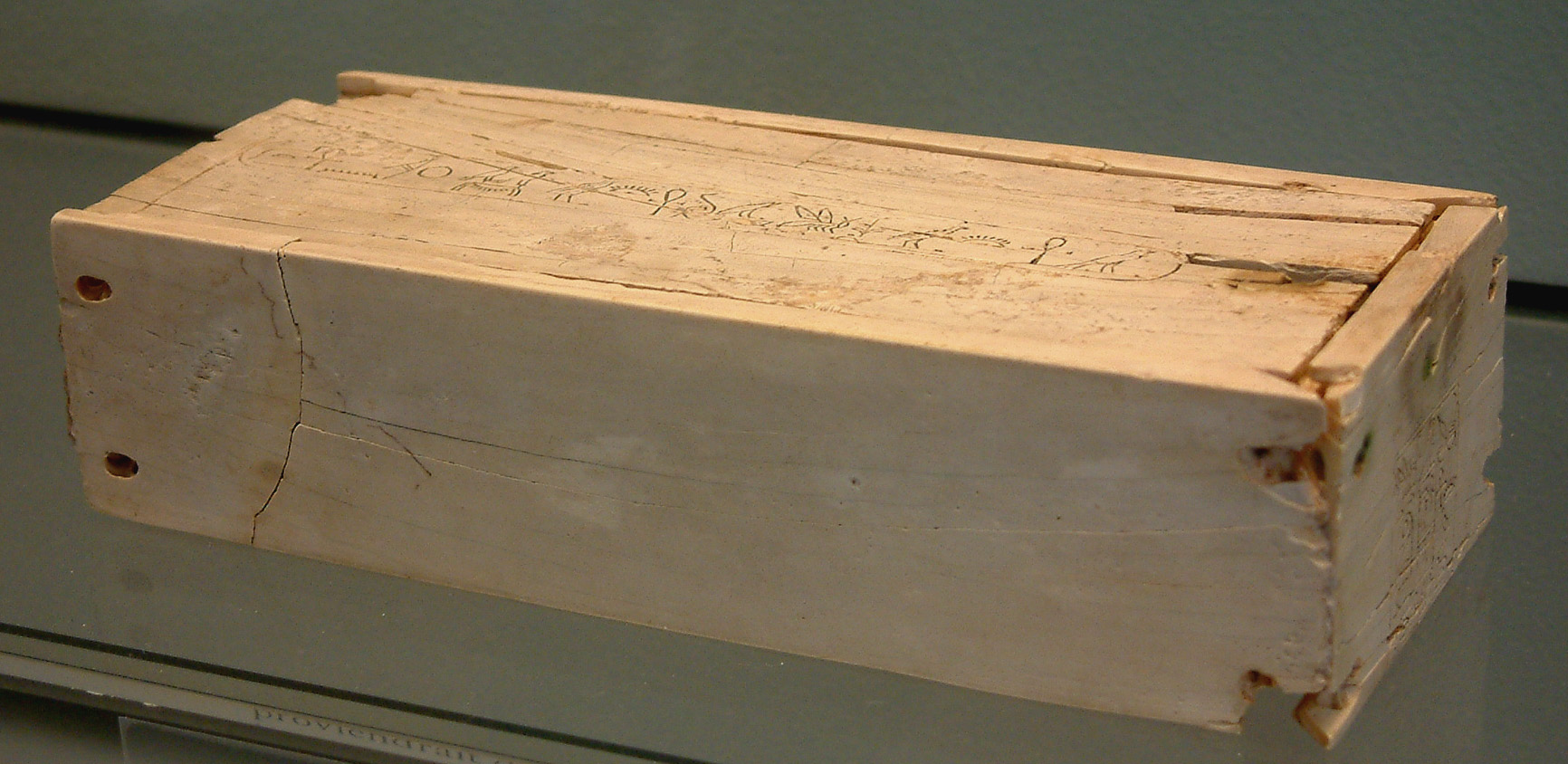
Caixa em marfim com o nome de Merenré I. Museu do Louvre

Sua pirâmide, em Sacará, na necrópolis de Mênfis, continha, na câmara do sarcófago, partes dos textos das pirâmides, que foram encontrados por Maspero em 1880, trabalhando sob a direção de Auguste Mariette.
Merenrê ("Amado de Rá"), é o prenome (ou nome de coroação) deste rei; o seu nome de nascimento era Antiemsaf, "Anti é a sua protecção". 
Era filho de Pepi I e da rainha Anquesempepi I, com a qual Pepi casou na parte final da sua vida.
Conforme os egiptólogos, reinou cinco ou oito anos. 
Foi possivelmente associado pelo pai ao trono nos últimos anos de vida deste. Julga-se ser Merenré o rapazinho representado numa estátua de cobre de Pepi I encontrada em Hieracômpolis.
Durante o seu reinado regista-se um interesse pela Núbia, para onde se enviam expedições e de onde chegam produtos exóticos. O pagamento de tributos por parte de chefes núbios na zona da Primeira Catarata do Nilo encontra-se documentada.
Merenré continua a exploração das minas do Sinai, bem como as pedreiras de Hatnub e de Assuão.
Nomeou como vizir e responsável pelo sul do Egito Uni, general de origens humildes que já tinha exercido funções no tempo do seu pai.
Este rei está atestado em fontes contemporâneas numa caixa de marfim que se encontra hoje no Museu do Louvre e em várias biografias de funcionários. O Museu Nacional da Escócia possui uma pequena esfinge do rei.
Foi sepultado numa pirâmide em Sacará sul, próxima à pirâmide do seu pai. Esta pirâmide encontra-se inacabada, o que pode sugerir uma morte prematura do rei. Na câmara funerária foi encontrado o corpo de um jovem do sexo masculino, mas acredita-se que não corresponde ao rei, sendo resultado de uma reutilização posterior do túmulo.
Foi sucedido pelo seu meio-irmão, Pepi II, que teria cerca de seis anos e cujo reinado foi um dos mais longos da história faraónica.